# Hartwig Patrick Peters

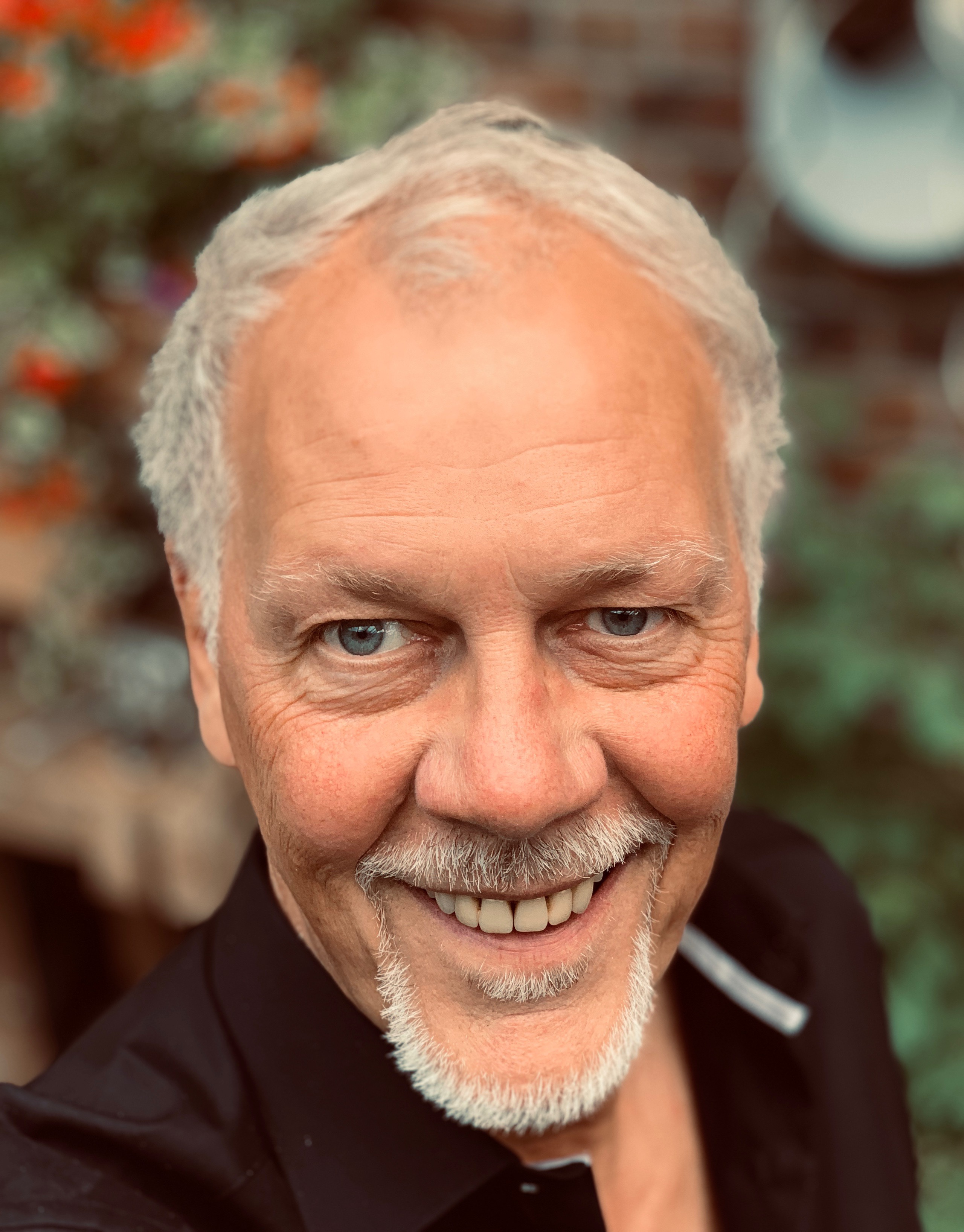
Hartwig Patrick Peters in Hamburg, 2018

Hartwig Patrick Peters (* 1957 in Bad Bevensen) ist ein deutscher Regisseur, Drehbuchautor und Schauspieler.

## Leben
Die ersten Filmarbeiten von Hartwig Patrick Peters waren unter anderen Erst die Arbeit und dann? von Detlev Buck. Hier war Peters Regieassistent. Danach folgte eine Zusammenarbeit mit Bettina Bayerl als Co-Autor und Regieassistent in dem Kurzfilm "Premiere".
Mit dem Doku-Spielfilm Hello Mister Berg inszenierte Hartwig Patrick Peters 1992 seinen ersten eigenen Spielfilm, gefördert durch die Filmförderung Hamburg.  Der Film Hello Mister Berg wurde von Heinz Badewitz zu den 26. Hofer Filmtagen eingeladen. Zwischenzeitlich arbeitete Hartwig Patrick Peters als Autor und Schauspieler in verschiedenen Film- und Fernsehproduktionen, wie Die Welt in jenem Sommer von Ilse Hofmann (WDR-Produktion), Karniggels (Kinofilm) oder Frankie, Jonny & die anderen.
Peters lebt in Hamburg und hat zwei Söhne. Sein Sohn Philip ist ebenfalls als Autor tätig.

## Filmografie

### Darsteller
- 1980: Die Welt in jenem Sommer – WDR
- 1985: Wochenendgeschichten (Fernsehserie, 1 Folge)
- 1991: Karniggels
- 1992: Hello Mister Berg
- 1993: Frankie, Jonny & die anderen
- 1997: Einsatz Hamburg Süd (Fernsehserie, 1 Folge)
- 1999: Gegen den Wind (Fernsehserie, 1 Folge)

### Regie und Drehbuch
- 1992: Hello Mister Berg